# Maarandhoo (Haa Alif-atol)
Maarandhoo (Dhivehi: މާރަންދޫ) is een van de bewoonde eilanden van het Haa Alif-atol behorende tot de Maldiven.

## Demografie
Maarandhoo telt (stand maart 2007) 405 vrouwen en 447 mannen.